# Ida Jenbach
Ida Jenbach (née Ida Jakobovits le 4 juin 1868 à Miskolc et morte dans le ghetto de Minsk en 1940) fut une dramaturge et scénariste autrichienne.

## Filmographie
- 1919 : Else vom Erlenhof
- 1919 : Der verarmte Edelmann
- 1921 : Das Drama in den Dolomiten
- 1922 : Oh, du lieber Augustin
- 1923 : Lieb’ mich und die Welt ist mein
- 1924 : Strandgut
- 1924 : La Ville sans Juifs
- 1926 : Schwiegersöhne
- 1926 : Der Pfarrer von Kirchfeld
- 1927 : Die Familie ohne Moral
- 1927 : Alles will zum Film
- 1927 : Der Feldmarschall
- 1928 : Das Geheimnis der Villa Saxenburg
- 1928 : Hoch vom Dachstein
- 1929 : Die lustigen Vagabunden
- 1930 : Die Csikosbaroneß
- 1931 : Wenn die Soldaten …
- 1931 : Opernredoute
- 1934 : Der Herr ohne Wohnung